# Kansas
Kansas es uno de los cincuenta estados que, junto con Washington D. C., forman los Estados Unidos. Su capital es Topeka y su ciudad más poblada, Wichita. Está ubicado en la región Medio Oeste del país, división Centro Noroeste, limitando al norte con Nebraska, al este con Misuri, al sur con Oklahoma y al oeste con Colorado. El 29 de enero de 1861, se convirtió en el 34º estado estadounidense.
El centro geográfico de los 48 Estados Unidos contiguos está localizado en su zona norte, en el condado de Smith. El centro geodésico de América del Norte también se encuentra en su territorio, en Osborne. Este se utiliza como punto de referencia para todos los mapas del gobierno federal.
Es uno de los líderes nacionales de la industria agropecuaria. Es el mayor productor nacional de trigo, por lo que se le conoce como el Wheat State (Estado del Trigo) y Breadbasket of America (Panera de América, o Granero de América). Posee también uno de los mayores rebaños de ganado bovino del país. La agricultura y la ganadería fueron durante gran parte de su historia su principal fuente de renta. Dodge City es considerada por muchos como la "Capital Mundial de los Cowboys". También tiene una fuerte industria minera, y es líder nacional en la producción de petróleo y gas natural. Actualmente, las principales fuentes de renta del estado son el comercio y la industria.
Durante la década de 1850, con la Ley de Kansas-Nebraska, gran número de abolicionistas y defensores del trabajo esclavo se instalaron en este estado. Fue el escenario de muchos enfrentamientos entre milicias abolicionistas y esclavistas, así como en el estado vecino de Misuri (donde el trabajo esclavo estaba permitido). Estos conflictos eran tan violentos que recibió el apodo de Bleeding Kansas (Kansas Sangrante). Otro apelativo con sus orígenes en este conflicto es Jayhawker State. Jayhawker es el acto común de los abolicionistas de invadir granjas esclavistas en Misuri, saquear haciendas y liberar esclavos. 
El apodo más conocido de es The Sunflower State (El Estado Girasol). Los girasoles cubren buena parte de sus llanuras. El nombre Kansas se origina en la tribu amerindia kansa, que vivían en la región hasta el siglo XVIII. Kansa significa "pueblo de los vientos del sur".

## Historia

### Hasta 1861
A la llegada de los europeos la región estaba habitada por cuatro tribus: los kansa (de ahí el origen del nombre del estado), los osage, los pawnee y los wichita, que vivían de la caza del búfalo y de cultivar maíz.
Los primeros europeos fueron los miembros de la expedición castellana de Francisco Vázquez de Coronado, en 1541. Estos buscaban una región llamada Quivira, con supuestas minas de oro. Pero al no encontrarlas, se fueron.
En 1682, el explorador René Robert Cavelier reivindicó toda la cuenca del río Misisipi para Francia. Así, la mayor parte del territorio pasó a formar parte de la colonia de Nueva Francia, provincia colonial de Luisiana. Al inicio del siglo XVIII, exploradores franceses desembarcaron en busca de pieles. 
Entre 1763 y 1803 el territorio de Kansas estuvo integrado en la Luisiana española. El gobernador Luis de Unzaga y Amézaga 'le Conciliateur', durante ese periodo, fomentó las expediciones y las buenas relaciones con los pueblos amerindios, entre los exploradores estuvo Antoine Marigny y otros que continuaron comerciando a través del río Kansas, especialmente en su confluencia con el río Misuri, afluentes del río Misisipi.
En 1803, con la Compra de Luisiana, la mayor parte del territorio fue anexionado por los Estados Unidos. El presidente, Thomas Jefferson, envió a Meriwether Lewis y William Clark al nuevo territorio para explorarlo. Estos partieron el 26 de junio de San Luis. Siguiendo el río Misuri, llegaron a la confluencia de los ríos Kansas y Misuri, en el actual Kansas, y exploraron la región por tres días antes de proseguir rumbo al oeste. 
En 1806, Zebulon Pike lideró otra expedición que cruzó el estado de este a oeste. Tras la exploración, afirmó que las Grandes Llanuras eran inhabitables, lo que impidió un mayor asentamiento de población. El español Manuel de Lisa fue el más activo y exitoso hombre de su época que exploró estas regiones.
Kansas, hasta 1830, formó parte del Distrito de Luisiana, del Territorio de Luisiana y del Territorio de Misuri. En 1825, el gobierno federal, que había confiscado grandes zonas de tierras de tribus nativas del este, constituyó en la región —entonces escasamente poblada por blancos— una reserva para las tribus obligadas a ceder sus tierras. Entre 1825 y 1845, 30 tribus se instalaron allí. Mientras, Kansas, localizada en la región central de los actuales Estados Unidos, se convirtió en un importante centro de transportes, gracias a la expansión estadounidense en dirección al oeste. 
En 1827, el coronel Henry Leavenworth estableció el primer fuerte en la región, Fort Leavenworth. Inicialmente, en la década de 1830, la mayoría de los blancos que se instalaban en la región eran abolicionistas del Norte estadounidense, que querían frenar la expansión del trabajo esclavo en el país. En la década de 1840, sin embargo, la región pasó a atraer mayor número de personas interesadas en la búsqueda de mejores condiciones de vida, principalmente inmigrantes europeos, alemanes, irlandeses, ingleses, suecos y rusos.
El asentamiento de colonos blancos hizo que la presión al gobierno estadounidense para que la región se convirtiera en un territorio independiente, y forzara el traslado de los nativos americanos, durante el inicio de la década de 1850. El gobierno negoció con cada una de las tribus, y gradualmente, todas fueron trasladadas, la mayoría a Oklahoma. La última abandonó el estado en 1854.
El 30 de mayo de 1854, se convirtió en un territorio estadounidense a través de la Ley de Kansas-Nebraska. Hasta entonces, formaba parte del llamado Territorio Indio, junto con Nebraska y Oklahoma. Para disminuir los conflictos entre defensores del abolicionismo y del trabajo esclavo, el Congreso de los Estados Unidos permitió elegir entre permitir o prohibir el uso del trabajo esclavo. La mayor parte de Kansas quería prohibir el trabajo esclavo. Esto generó inmensos conflictos con el vecino Misuri, donde el uso del trabajo esclavo estaba permitido. Durante el resto de la década de 1850, recibió gran número de defensores del abolicionismo y del trabajo esclavo, que se instalaron para aumentar la fuerza política de su respectivo grupo. Las elecciones territoriales de 1855 fueron ganadas por un partido político abolicionista, el Free State Party (Partido del Estado Libre). El 29 de enero de 1861, después de la secesión de 11 estados del Sur estadounidense de la Unión (que formaron los Estados Confederados de América), se convirtió en el 34° estado estadounidense.

### 1861–1900

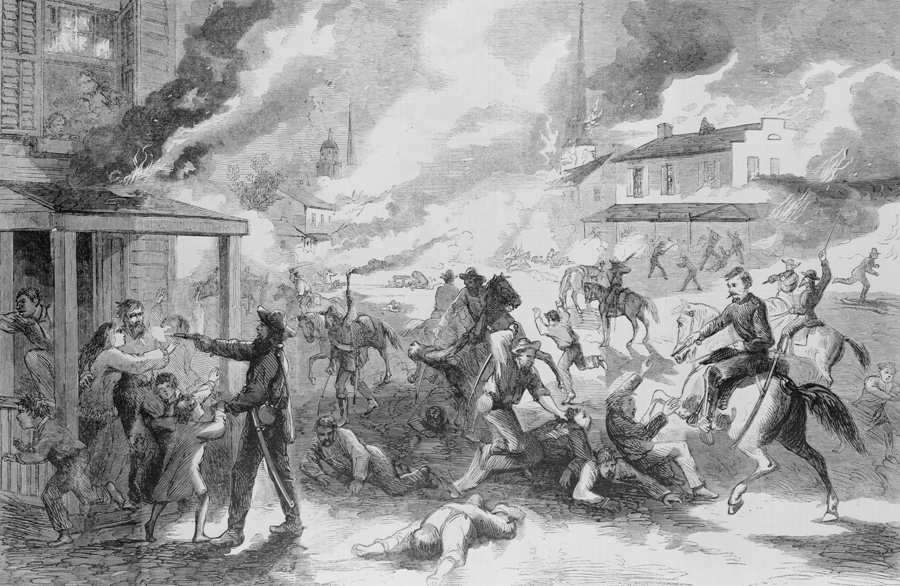
Ataque del guerrillero William Quantrill a la localidad de Lawrence en 1863, durante la Guerra de Secesión.

Durante la Guerra Civil, luchó con la Unión contra la Confederación, así como el vecino Misuri. Sin embargo, buena parte de la población de este último estaba a favor del uso del trabajo esclavo, y simpatizaba con los ideales de la Confederación. Esto causó grandes conflictos entre milicias confederadas de Misuri y de la Unión de Kansas. Las milicias unionistas de Kansas realizaron diversos ataques contra tropas y aldeas confederadas en Misuri. Fue el estado de la Unión que más soldados envió a los frentes de guerra, en proporción a la población total del estado en la época. Después del final de la Guerra Civil, en 1865, miles de exsoldados se instalaron permanentemente en el estado.
Hasta el inicio de la década de 1870, la principal fuente de renta era la prestación de servicios de transporte ferroviario. Diversas líneas férreas habían sido construidas entre Kansas y otros estados estadounidenses con excepción de Texas, a lo largo de la década de 1860 y de 1870, conectando el estado con el resto del país. El principal producto transportado hacia otras regiones era el ganado bovino, proveniente de Texas. Con la construcción de ferrocarriles entre Texas y otros estados en la década de 1880, el transporte ferroviario perdió mucha de su importancia.
La importancia de Kansas como un gran centro agrario data de la década de 1870. Los principales productos cultivados en el estado eran el maíz y el trigo. Ambos se cultivaban durante la primavera y se recolectaban en las proximidades del otoño. Los veranos muy calientes y secos, característicos del estado, así como los insectos, destruían muchas de las plantaciones del estado. Durante la década de 1870, un gran número de menonitas venidos de Rusia se instalaron en la región. Estos trajeron un nuevo tipo de trigo, que era cultivado en el otoño y recolectado en el inicio del verano, lo que lo hacía más resistente a las plagas, evitaba el calor de los veranos del estado, y era más resistente a las sequías. Su cultivo rápidamente se esparció por el estado, haciendo de este el mayor productor nacional desde el inicio del siglo XX.
Fue el primer estado en prohibir la venta de licores y bebidas alcohólicas, en 1880. Esta ley no fue derogada hasta 1986.
Kansas, que dependía entonces en gran medida de la agricultura, se enfrentó a un periodo de recesión económica durante el final de la década de 1880 y el inicio de la década de 1890. Esta recesión la causaron los bajos precios de los productos agrarios en el mercado internacional, y los altos intereses de los préstamos tomados por los granjeros, muchos forzados a abandonar sus granjas y trasladarse a las ciudades, o a otras regiones del país. Otro problema eran los altos precios del transporte de carga ferroviaria. 
Estos problemas económicos hicieron con que un partido político progresista recién formado, el Farmers' Alliance (Alianza de Agricultores), ganara las elecciones estatales de 1890, siendo reelegidos en 1892 y en 1896. La Farmers' Alliance, atendiendo a la demanda popular de reformas socioeconómicas, impuso límites a la tasas de interés cobrados por instituciones bancarias en el estado, y en los precios cobrados por el transporte de carga ferroviaria y diversos productos de consumo.

### SigloXX
El Farmers Alliance entró en declive al inicio del siglo XX. Las reformas socioeconómicas fueron continuadas por los republicanos, que aprobaron leyes prohibiendo el uso del trabajo infantil, crearon leyes laborales, e impulsaron una disminución de los precios cobrados por las compañías ferroviarias para el transporte de cereales. Los republicanos también dieron a las mujeres el derecho al voto.
La minería se convirtió en la segunda fuente de renta más importante al inicio del siglo XX, gracias a los descubrimientos de grandes reservas de petróleo y gas natural en 1892 y en 1915, y de helio en 1905. Estas reservas naturales, más la Primera Guerra Mundial, hicieron que Kansas pasara a industrializarse rápidamente a partir de la década de 1910. La guerra también fue causa de prosperidad en el sector agrario. Después de la guerra, y a lo largo de la década de 1920, continuó su industrialización rápidamente, aunque el sector agrario del estado entró en recesión a causa de la caída drástica de los precios de los productos agrarios en el mercado internacional.
La Gran Depresión de la década de 1930 causó una gran crisis económica, agravando la recesión ya existente en el sector agrario, la suspensión de pagos de diversos establecimientos bancarios y comerciales, y causando desempleo y miseria. Además, fue uno de los estados más afectados por el llamado Dust Bowl, marcado por largos periodos de sequía, grandes enjambres de langostas y grandes tempestades de arena. De nuevo, muchos granjeros abandonaron sus haciendas, trasladándose a las ciudades o a otros estados. La asistencia socioeconómica del gobierno local y federal ayudaron a minimizar la crisis a partir de 1936, pero la recesión sólo se detuvo con el fin del Dust Bowl, a finales de la década de 1930, y con el inicio de la Segunda Guerra Mundial, esta última al provocar un gran aumento de la demanda minera, productos agrarios e industrializados.
Kansas continuó industrializándose rápidamente después del final de la Segunda Guerra Mundial. El estado también mantuvo los niveles de producción pre-bélica de minería y productos agrarios. Sin embargo, los precios de estos habían caído con el fin de la guerra, lo que causó una caída de los precios de los mismos, y recesión económica en estos sectores de la economía del estado. La recesión en el sector agrario fue agravada por un nuevo periodo de sequía durante la década de 1950. Los problemas del sector agrario y minero y la rápida industrialización del estado causaron un gran flujo de población del campo para las ciudades. Al final de la década de 1950, más de la mitad de la población vivía en áreas urbanas.
En 1953, el republicano Dwight D. Eisenhower, que había crecido en Abilene, se convirtió en Presidente de los Estados Unidos, permaneciendo en el cargo hasta 1961.
En 1954, la Corte Suprema juzgó inconstitucional la segregación en instituciones de educación en todo el país. Esta decisión fue tomada durante el proceso judicial Brown contra Consejo de Education de Topeka, donde padres afroamericanos iniciaron un recurso judicial contra el Consejo de Educación de Topeka, a causa de la segregación de las escuelas públicas de la ciudad, impuesta por el Consejo.
Se enfrentó a un nuevo periodo de crisis económica durante la década de 1980, a causa de los bajos precios del petróleo y de los productos agrarios. Kansas creó una agencia de planificación económica, la Kansas Inc, que ayudó al estado a superar la crisis al inicio de la década de 1990. En 1991, la demócrata Joan Finnley se convirtió en la primera gobernadora.

## Geografía física

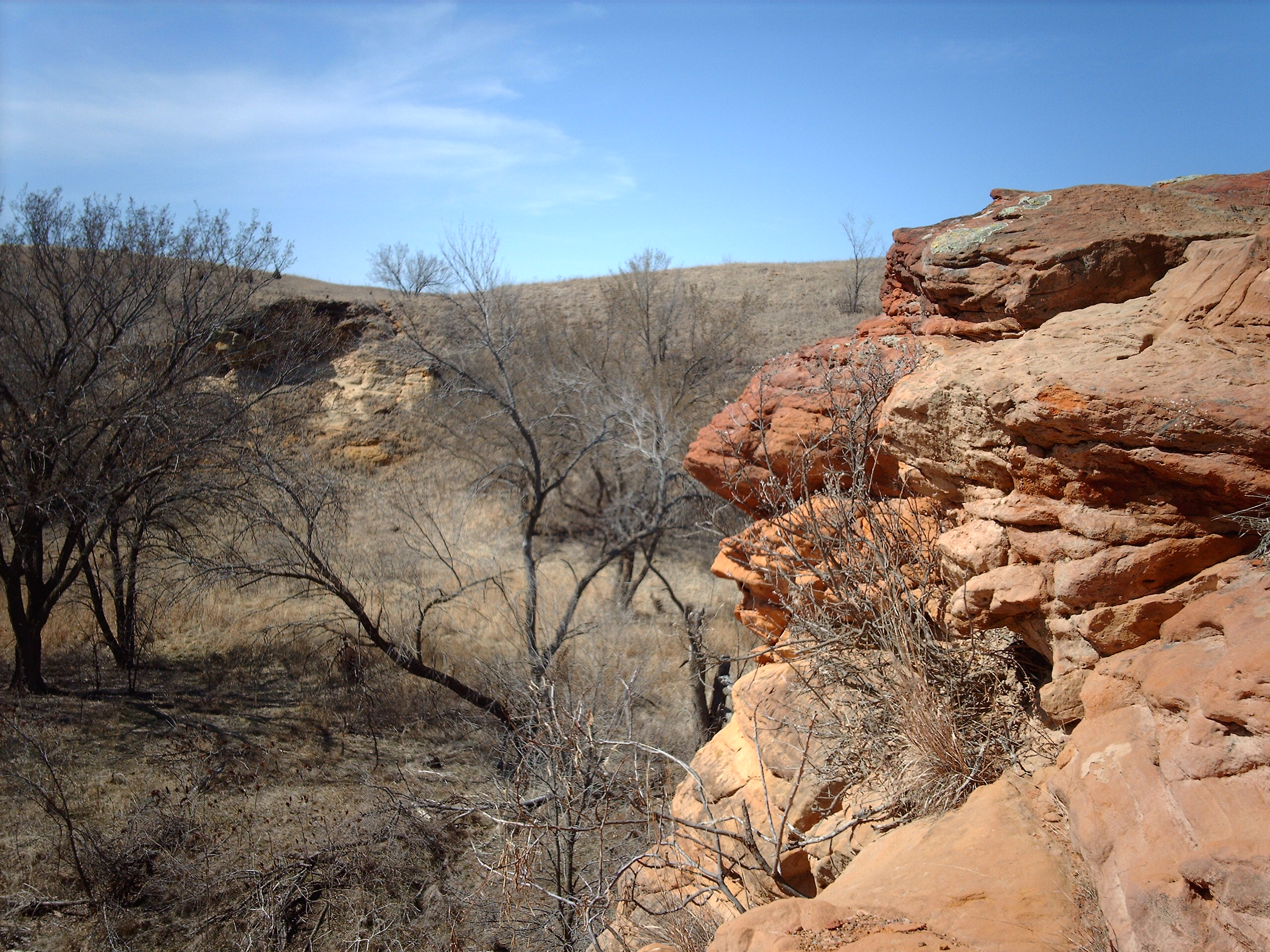
Parque estatal Kanopolis.

Limita al norte con el estado de Nebraska, al este con Misuri, al sur con Oklahoma y al oeste con Colorado.
Está cubierto en su totalidad por la cuenca hidrográfica del Río Misuri, que sirve como frontera en el nordeste con Misuri. Esta se puede dividir en dos cuencas menores. La primera es la del río Kansas, que cubre el norte y el este del estado, cuyos ríos discurren en su mayoría en dirección este. La segunda es la del río Arkansas, que discurre hacia el sur y cubre la zona meridional del estado.
Tiene pocos lagos naturales, debido a su terreno relativamente llano. La mayor parte de los 150 lagos son embalses artificiales, creados por presas, de los cuales el mayor, el lago Milford, con 64 km²  de superficie. Los bosques cubren menos del 5%.
El centro geográfico de los 48 Estados Unidos contiguos —es decir, los Estados Unidos sin Alaska y Hawái— está localizado en la región norte, en el condado de Smith. El centro geodésico de América del Norte se localiza también en Kansas, en el condado de Osborne. Este centro se utiliza como punto de referencia para todos los mapas hechos por el gobierno de los Estados Unidos.
Tiene tres regiones geográficas distintas:
- Las Llanuras Dissected Till cubren el nordeste, al este del río Kansas y al norte del río Big Blue. Esta es la más pequeña de las tres regiones en superficie. El suelo de esta región está formado principalmente por sedimentos depositados por antiguos glaciares. Este suelo es extremadamente fértil.

- Las Llanuras del Sudeste cubren el sudeste. Esta región es muy plana, cubierto principalmente por montes achatados de baja altitud. Las Llanuras del Sudeste tienen las cotas más bajas de altitud de Kansas, incluyendo el punto menos elevado del estado, de 207 metros. El suelo de la región es la menos fértil de las tres regiones geográficas de Kansas.

- Las Grandes Llanuras, la mayor de las tres regiones, cubren toda la región centro-oeste. Se caracteriza por su terreno poco accidentado y altitud variable, que aumenta a medida en que se viaja en dirección al oeste. El punto más elevado, el Mount Sunflower, con sus 1.231 metros de altitud, se localiza en esta región.[4]

### Topografía
Los dos tercios occidentales del estado, que se encuentran en la gran llanura central de los Estados Unidos, tienen una superficie generalmente llana u ondulada, mientras que el tercio oriental tiene muchas colinas y algunos bosques. La tierra se eleva gradualmente de este a oeste; su altitud varía desde los 208 metros a lo largo del río Verdigris en Coffeyville en el condado de Montgomery, hasta  los 1.231 metros en el Monte Sunflower, a 0,8 kilómetros de la frontera con Colorado, en el condado de Wallace. Es un error común pensar que Kansas es el estado más plano de la nación, siendo este Florida.

### Clima

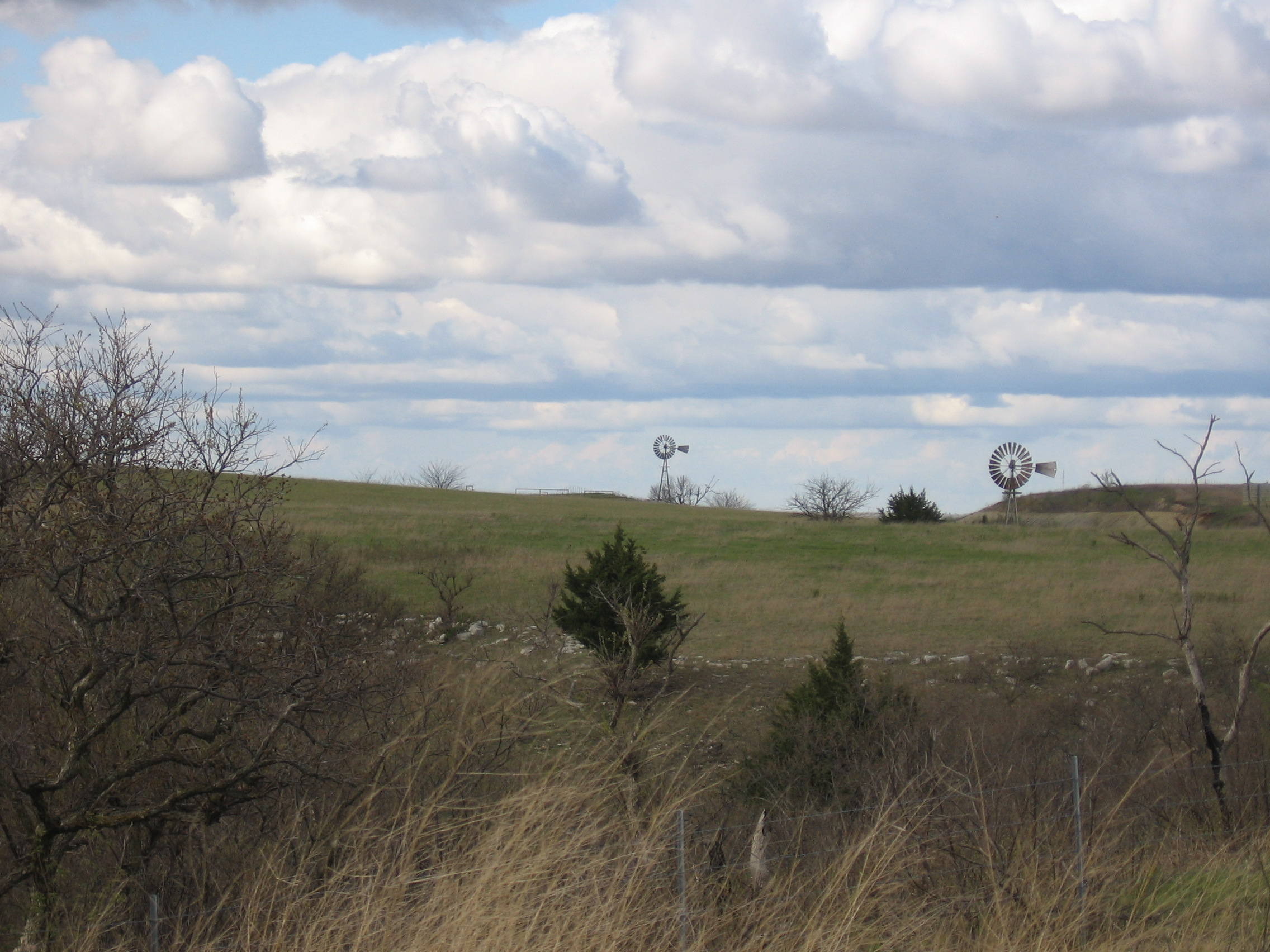
Nubes al noreste de Kansas.

De acuerdo con la clasificación climática de Köppen, el clima de Kansas se puede caracterizar en tres tipos: tiene una estepa continental húmeda, estéril semiárida y subtropical húmeda. Los dos tercios orientales del estado (especialmente la parte noreste) tienen un clima continental húmedo, con inviernos fríos y veranos calurosos, a menudo húmedos. La mayor parte de la precipitación cae durante el verano y la primavera.
Por lo general, la temperatura media del estado disminuye a medida en que se viaja en dirección al norte. En verano, las temperaturas también disminuyen a medida en que se viaja en dirección al oeste. Sin embargo, estas diferencias de temperatura no son muy grandes.
La temperatura media en invierno es de -1° C. La temperatura media del norte es de -4 °C, y la del sur, de 1 °C. La media de las mínimas de los inviernos es de -6 °C, y la de las máximas, de 5 °C. La temperatura más baja registrada fue de -40 °C, en Lebanon, el 13 de febrero de 1905.
La temperatura media en verano es de 26 °C. La temperatura media del nordeste es de 26 °C, mientras que la del noroeste, de 24 °C, y en el sur, de 30 °C. La media de las mínimas de los veranos es de 20 °C, y la de las máximas, de 31 °C. La temperatura más alta registrada fue de 49 °C, dos veces en 1936, una en Fredonia, el 18 de julio, y otra en Alton, el 24 de julio.
Las tasas de precipitación media anual de lluvia aumentan a medida en que se viaja en dirección al este. El extremo este recibe más de 90 centímetros anuales de lluvia, mientras que el oeste, menos de 50. La tasa de precipitación media anual de nieve es de 43 centímetros.
| Valores normales de temperaturas altas y bajas de varias ciudades de Kansas |       |       |       |       |       |       |       |       |       |       |       |       |
| Ciudad                                                                      | Ene   | Feb   | Mar   | Abr   | May   | Jun   | Jul   | Ago   | Set   | Oct   | Nov   | Dic   |
| Concordia                                                                   | 36/17 | 43/22 | 54/31 | 64/41 | 74/52 | 85/62 | 91/67 | 88/66 | 80/56 | 68/44 | 51/30 | 40/21 |
| Dodge City                                                                  | 41/19 | 48/24 | 57/31 | 67/41 | 76/52 | 87/62 | 93/67 | 91/66 | 82/56 | 70/44 | 54/30 | 44/22 |
| Goodland                                                                    | 39/16 | 45/20 | 53/26 | 63/35 | 72/46 | 84/56 | 89/61 | 87/60 | 78/50 | 66/38 | 50/25 | 41/18 |
| Topeka                                                                      | 37/17 | 44/23 | 56/33 | 66/43 | 75/53 | 84/63 | 89/68 | 88/65 | 80/56 | 69/44 | 53/32 | 41/22 |
| Wichita                                                                     | 40/20 | 47/25 | 57/34 | 67/44 | 76/54 | 87/64 | 93/69 | 92/68 | 82/59 | 70/47 | 54/34 | 43/24 |
| (Valores en °F) Fuente: ustravelweather.com                                 |       |       |       |       |       |       |       |       |       |       |       |       |

A pesar de que el sol luce frecuente en la mayor parte del estado, Kansas es también vulnerable a fuertes tormentas, sobre todo durante la primavera. Muchas de estas tormentas llegan a convertirse en supercélula. Estas pueden generar tornados, a menudo de fuerza F3 o mayores. Según estadísticas del Centro de Datos Climático Nacional de los Estados Unidos, Kansas ha reportado más tornados (en el período del 1 de enero de 1950 hasta el 31 de octubre de 2006) que cualquier estado excepto Texas —ligeramente superior que Oklahoma. También —junto con Alabama— se informaron más tornados categoría F5 que cualquier otro estado (esta categoría son los más poderosos de todos los tornados registrados). Tiene un promedio de más de 50 tornados anuales.

## Administración y política
La actual Constitución de Kansas fue adoptada en 1859. Se pueden proponer enmiendas a la Constitución por el Poder Legislativo. Para que una enmienda propuesta por una de las cámaras del Poder Legislativo sea aprobada, necesita recibir al menos tres cuartos de los votos del Senado y de la Casa de los Representantes del estado, y dos tercios de los votos de la población electoral, en un referéndum. También pueden realizarse enmiendas a través de convenciones constitucionales, encuentros políticos especiales, que necesitan ser aprobadas por al menos el 51% de cada Cámara del Poder Legislativo y, posteriormente, por al menos el 60% de la población electoral del estado, en un referéndum.
El principal oficial del Poder Ejecutivo es el gobernador. Este se elige conjuntamente con el teniente gobernador, en una misma papeleta, por los electores del estado para un mandato de hasta cuatro años. Una persona puede ejercer el cargo de gobernador cuantas veces pueda, pero no de manera consecutivas.
El Poder Legislativo está formado por el Senado y por la Cámara de Representantes. El Senado tiene 40 miembros y la Casa de los Representantes 125. Kansas está dividido en 40 distritos senatoriales y 125 representativos. Los electores de cada distrito eligen un senador/representante, que representará tal distrito en el Senado Nacional o en la Cámara de Representantes. El mandato de los senadores es de cuatro años y el de los representantes es de dos. Una persona puede ejercer el cargo de senador sólo dos veces, y el cargo de representante cuatro veces.

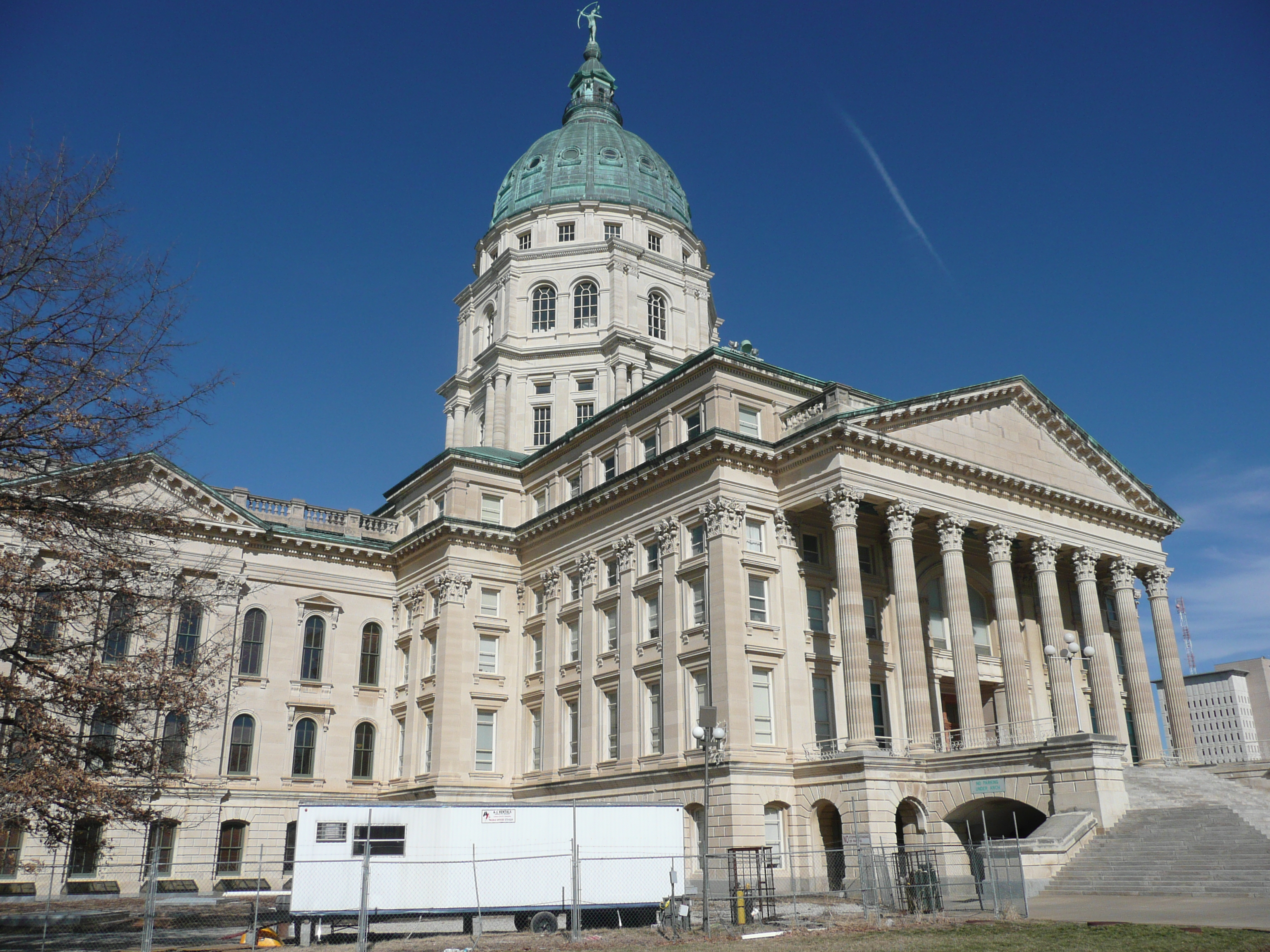
El capitolio estatal, ubicado en Topeka.

El más alto tribunal del Poder Judicial es el Tribunal Supremo, compuesto por siete jueces, entre los cuales el de mayor experiencia es elegido para ejercer como jefe de justicia. El segundo mayor tribunal del estado es el Court of Appeals (Tribunal de Apelaciones), formado por diez jueces. Los jueces del Tribunal Supremo son designados por el gobernador del estado, a partir de una lista de candidatos realizada por una comisión del Tribunal Supremo. 
Está dividido en 105 condados, con un total de 628 ciudades. Los condados son administrados por consejos de comisionados compuestos por tres o cinco miembros electos por la población del condado para mandatos de hasta cuatro años, mientras que las ciudades pueden escoger su propio formato de administración. La mayor parte de las ciudades del estado están gobernadas por un alcalde y un consejo municipal. Otras ciudades, principalmente las de mayor porte, son gobernadas por comisionados.
Cerca de mitad de los ingresos del presupuesto del gobierno local es generada por impuestos estatales. El resto proviene de presupuestos recibidos del gobierno federal y de préstamos. En 2002, el gobierno del estado gastó 10.592 millones de dólares, habiendo generado 9.694 millones de dólares. La deuda pública es de 2.298 millones de dólares. La deuda per cápita es de 844 dólares, el valor de los impuestos estatales per cápita es de 1.773 dólares, y el valor de los gastos gubernamentales per cápita es de 3.905 dólares. Tiene la tercera deuda per cápita más pequeña de cualquier estado estadounidense, solo por encima Tennessee y Arizona.
El Partido Republicano dominó políticamente desde que el estado fue creado hasta la década de 1950, y tiene una fuerte presencia en el estado hasta la actualidad. Hasta la década de 1950, la gran mayoría de los gobernadores y miembros del Legislativo del estado fueron republicanos. Desde la década de 1930, sin embargo, el Partido Demócrata se ha fortalecido en el estado, y en décadas recientes, el electorado ha optado de forma alterna entre gobernadores republicanos y demócratas en igual medida, lo mismo que para los miembros del Legislativo. En cuanto a elecciones a nivel nacional, la mayor parte de los representantes en el Congreso de los Estados Unidos ha sido, y continúan siendo, candidatos republicanos. En las elecciones presidenciales estadounidenses, la mayoría de los votos del estado en el colegio electoral estadounidense favorece generalmente a candidatos republicanos.

## Demografía
El censo nacional del 2000, de la Oficina del Censo de los Estados Unidos, fijó la población en 2 688 418 habitantes, un crecimiento del 8,1% en relación con la población del estado en 1990, de 2 485 600 habitantes. Una estimación realizada en 2005 calculaba la población del estado en 2 744 687 habitantes, un crecimiento del 10,4% en relación con la población del estado en 1990, del 2,1% en relación con la población del en el 2000, y del 0,4% en relación con la población del estado en 2004.
El crecimiento natural de la población entre 2000 y 2005 fue de 76 138 habitantes (204 663 nacimientos menos 128 525 fallecimientos) el crecimiento de la población causado por la inmigración fue de 38 222 habitantes, mientras que la migración interestatal resultó con una disminución de 57 763 habitantes. Entre 2000 y 2005, la población creció en 55 863 habitantes, y entre 2004 y 2005, en 10 990 habitantes.
Cerca de 149,8 mil habitantes (el 5,5% de la población del estado) nacieron fuera de Estados Unidos. Se estima que posee cerca de 47 mil inmigrantes ilegales (1,7% de la población del estado).

### Razas y etnias
Composición racial de la población:
- 83,1% Blancos
- 5,5% Afroamericanos
- 7% Hispanos
- 1,7% Asiáticos
- 0,9% Nativos americanos
- 1,8% Dos o más razas

Los siete mayores grupos por su ascendencia son: alemanes (que forman el 25,9% de la población del estado), irlandeses (11,5%), estadounidenses (10,8%; la mayoría descendientes de ingleses o escoceses), afroamericanos (5,5%), mexicanos (5,5%), franceses (3,1%) y suecos (2,4%).

### Religión
| Religión en Kansas (2019)                | Religión en Kansas (2019)                | Religión en Kansas (2019) | Religión en Kansas (2019) | Religión en Kansas (2019) |
| ---------------------------------------- | ---------------------------------------- | ------------------------- | ------------------------- | ------------------------- |
| Religión                                 | Religión                                 |                           | Porcentaje                | Porcentaje                |
| Protestantismo                           | Protestantismo                           |                           | 58 %                      | 58 %                      |
| Sin religión                             | Sin religión                             |                           | 20 %                      | 20 %                      |
| Catolicismo                              | Catolicismo                              |                           | 18 %                      | 18 %                      |
| Creyentes sectarios y/o otras religiones | Creyentes sectarios y/o otras religiones |                           | 4 %                       | 4 %                       |

Porcentaje de la población por afiliación religiosa 2019:
- Cristianismo – 76% - 2,256,386
  - Protestantismo – 58% - 1,721,978
  - Iglesia católica – 18% - 534,407
- Otras religiones – 4% - 118,757
- Sin religión – 20% - 593,785

### Principales ciudades

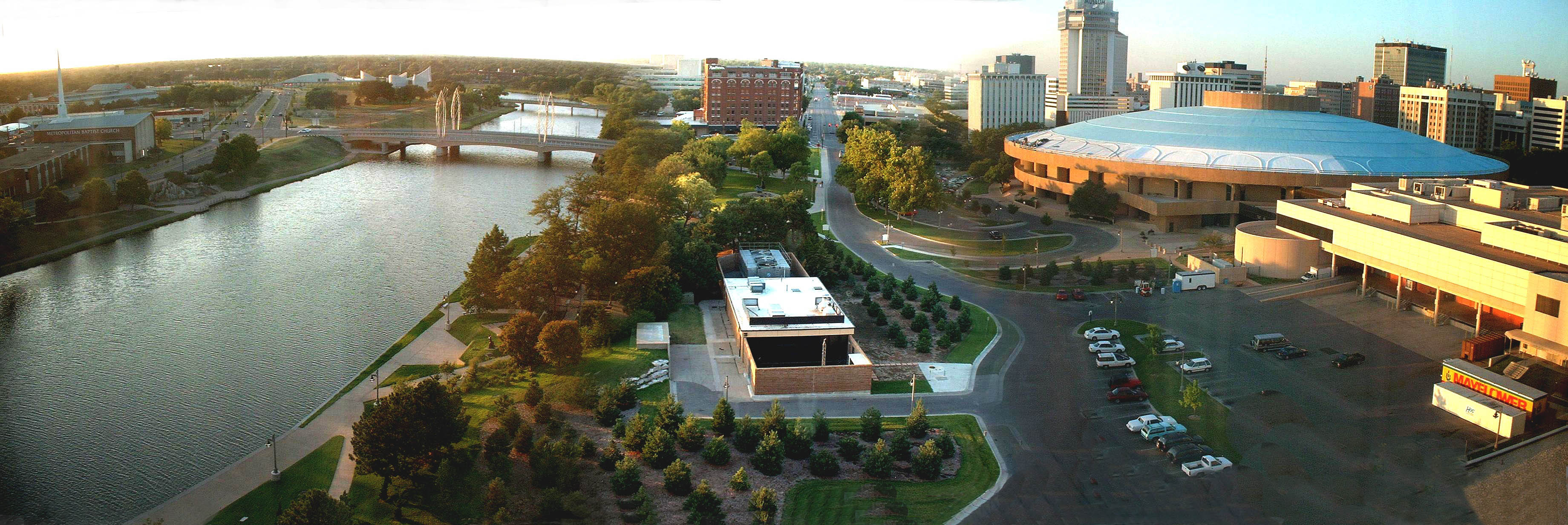
Wichita, la mayor ciudad del estado.

|               | Ciudad        | Población | Área metropolitana |
| ------------- | ------------- | --------- | ------------------ |
| 1             | Wichita       | 397 532   | Wichita            |
| 2             | Overland Park | 197 238   | Kansas City        |
| 3             | Kansas City   | 156 607   | Kansas City        |
| 4             | Olathe        | 141 290   | Kansas City        |
| 5             | Topeka        | 126 587   | Topeka             |
| 6             | Lawrence      | 94 934    | Lawrence           |
| 7             | Shawnee       | 67 311    | Kansas City        |
| 8             | Lenexa        | 57 434    | Kansas City        |
| 9             | Manhattan     | 54 100    |                    |
| 10            | Salina        | 46 889    |                    |
| Censo de 2020 |               |           |                    |

Tiene 627 ciudades incorporadas. Por el estatuto de Kansas, las ciudades se dividen en tres clases que se determinan por la población obtenida "por cualquier censo de enumeración". Una ciudad de tercera clase tiene una población de menos de 5000 habitantes, aunque las ciudades que alcanzan una población de más de 2000 habitantes pueden ser certificadas como una ciudad de segunda clase. La segunda clase está limitada a ciudades con una población de menos de 25 000 habitantes, y una población de más de 15 000, puede ser certificada como ciudad de primera clase. Las ciudades de primera y segunda clase son independientes de cualquier municipio y no son incluidas dentro del territorio del municipio.

## Economía

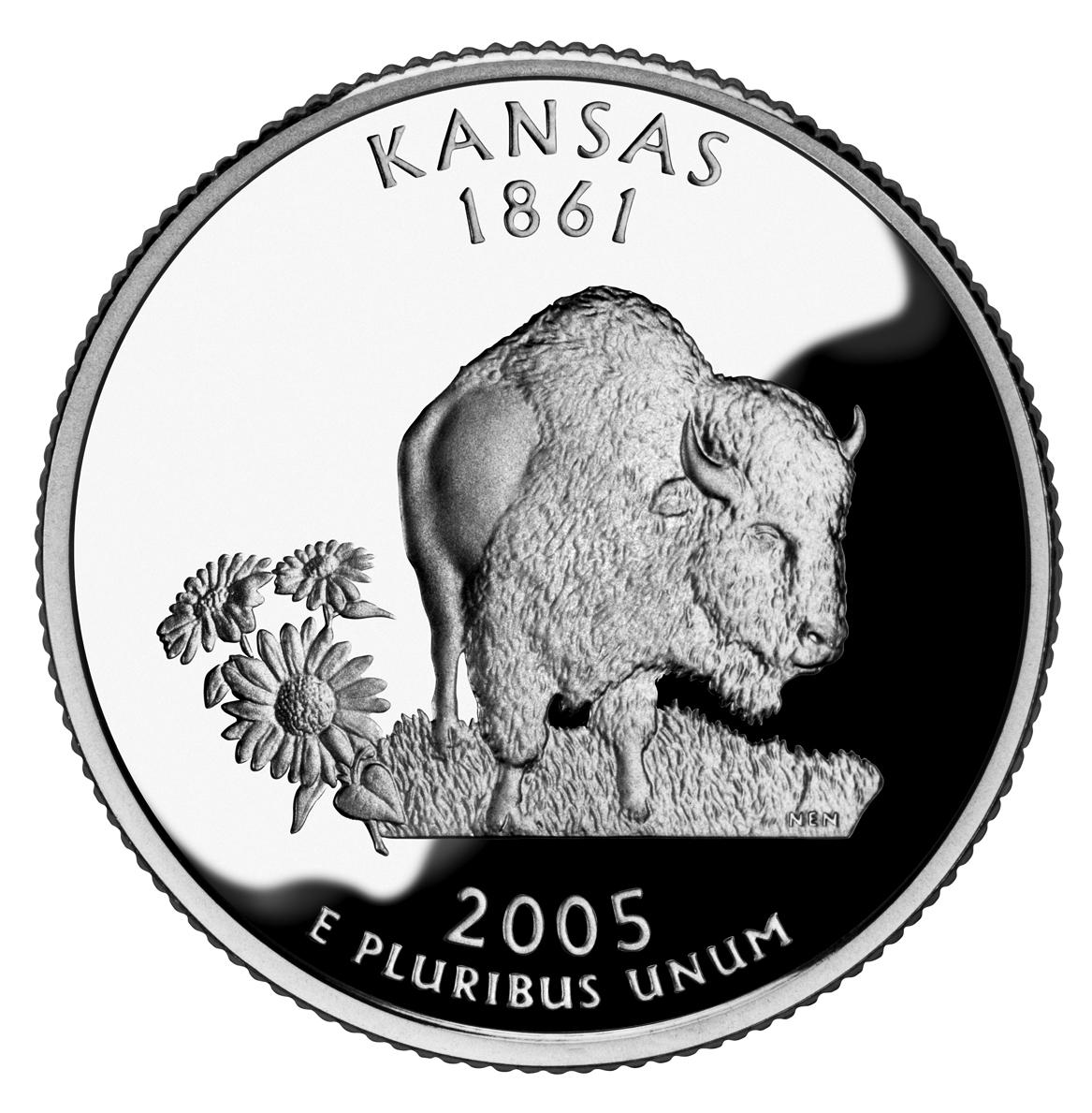
Moneda de 25 centavos de dólar estadounidense de Kansas.

El Producto interno bruto, en 2003, fue de 93 mil millones de dólares, un crecimiento del 4,3% en relación con el PIB del estado en 2002. La renta per cápita del estado, por su parte, fue de 29.438 dólares. La tasa de desempleo  era del 5,5%.
El sector primario aporta un 1% del PIB. La agricultura y la ganadería suponen juntas un total del 3% del PIB del estado, empleando a cerca de 101 mil personas. Tiene unas 60.000 granjas, que cubren más del 90% del estado. Los principales productos producidos por la industria agropecuaria son el trigo (del que el estado es el mayor productor nacional) y la carne y la leche bovina (posee uno de los mayores rebaños de ganado bovino del país).
El sector secundario supone el 23% del PIB. El valor total de los productos fabricados en el estado es de 20 mil millones de dólares. Tiene unas 3300 fábricas. Los principales productos industrializados fabricados en el estado son equipamientos de transportes, procesamiento de alimentos, y maquinaria. La industria de manufactura aporta el 18% del PIB del estado, empleando aproximadamente a 220 mil personas. La industria de la construcción responde por el 4% del PIB del estado, y emplea aproximadamente a 91 mil personas. La minería aporta el 1% del PIB, empleando a cerca de 21 mil personas. Los principales recursos naturales explorados en el estado son el petróleo y gas natural.
El sector terciario aporta el 74% del PIB. El comercio al por mayor y al por menor supone un 1% del PIB del estado, y emplea aproximadamente a 740 mil personas. Los servicios comunitarios y personales son responsables del 18% del PIB del estado, empleando a cerca de 467 mil personas. Los servicios gubernamentales responden por el 13% del PIB, empleando aproximadamente a 271 mil personas. Servicios financieros e inmobiliários aportan cerca del 13% del PIB del estado, empleando aproximadamente a 107 mil personas. Transportes, telecomunicaciones y servicios públicos emplean a cerca de 85 mil personas, lo que supone un 11% del PIB. Cerca del 65% de la electricidad generada se produce en centrales termoeléctricas a carbón, el 25% en centrales nucleares, y la mayor parte del resto en centrales termoeléctricas a petróleo o gas natural.

## Educación

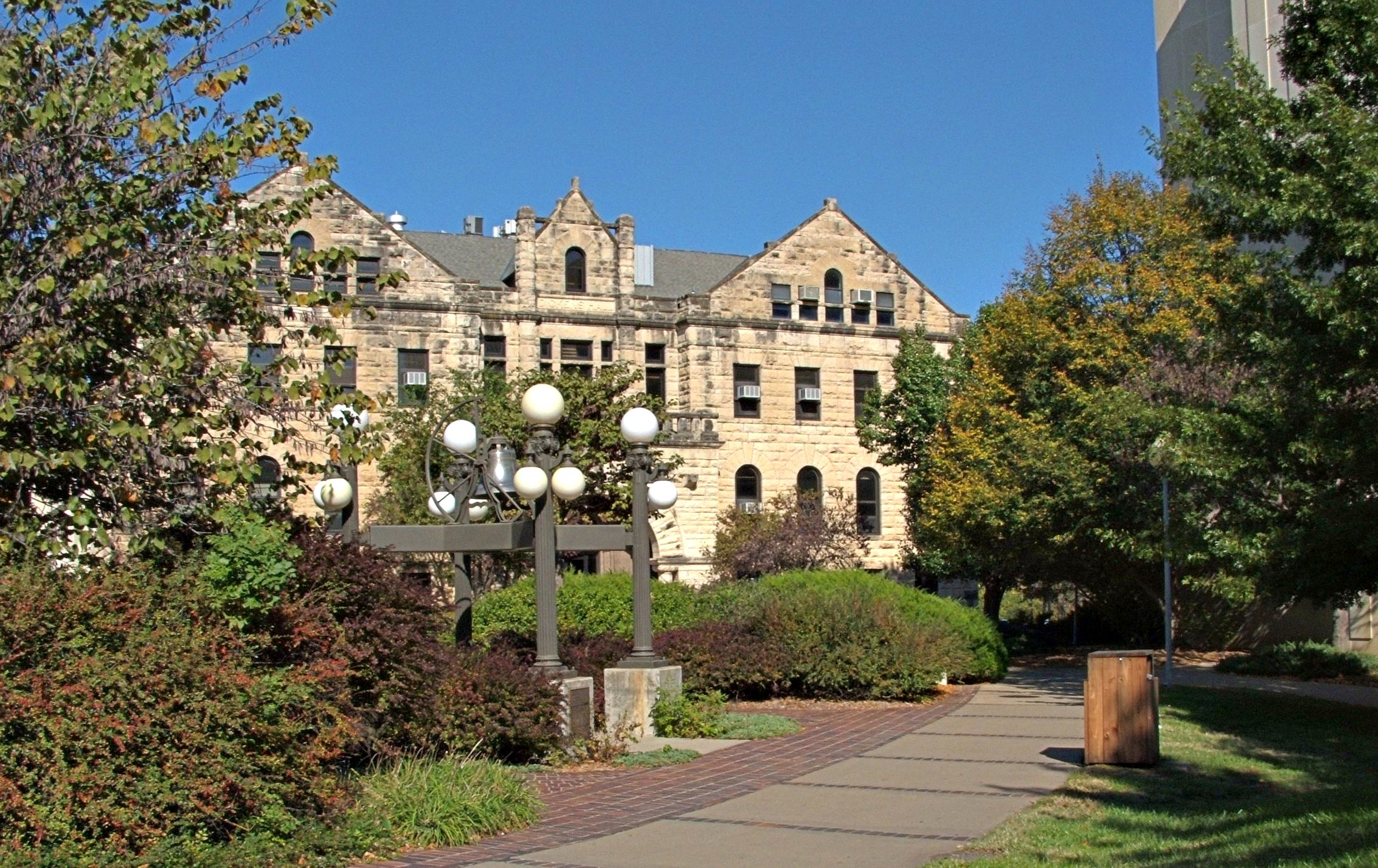
Vista de la Bluemont Bell and Dickens, Universidad Estatal de Kansas.

Las primeras escuelas de fueron fundadas durante la década de 1830 por misioneros, y creadas principalmente para la educación de niños nativoamericanos. En 1855, aprobó una ley que instituía un sistema de escuelas públicas para la educación de niños blancos, ley que fue modificada en 1859 para que incluyera a cualquier niño, independientemente de su raza.
Actualmente, todas las instituciones educacionales necesitan seguir las regulación e instrucciones dictadas por el Consejo Estatal de Educación. Este controla el sistema de escuelas públicas, dividido en distritos escolares. Está compuesto por ocho miembros escogidos por el gobernador para mandatos de hasta cuatro años. Estos nombran un noveno miembro, que actuará como comisionado de educación, y presidente del consejo. Cada ciudad principal (city), diversas ciudades secundarias (towns) y cada condado, es atendida por un distrito escolar. En las ciudades, la responsabilidad de la administración del sistema escolar público es de los distritos municipales, mientras que en regiones menos densamente habitadas, esta responsabilidad es de los distritos escolares, que operan en todo el condado en general. Permite la operación de "escuelas chárter" (escuelas públicas independientes, que no son administradas por distritos escolares, pero que dependen de presupuestos públicos para operar). La atención escolar es obligatoria para todos los niños y adolescentes con más de siete años de edad, hasta la conclusión de la enseñanza secundaria o hasta los quince años de edad.
En 1999, las escuelas públicas atendieron cerca de 472.200 estudiantes, empleando a unos 33.000 profesores. Las escuelas privadas atendieron a cerca de 43.100 estudiantes, empleando a unos 3.200 profesores. El sistema de escuelas públicas del estado invirtió cerca de 2.840 millones de dólares, y el gasto de las escuelas públicas fue de aproximadamente 6.700 dólares por estudiante. Cerca del 88,6% de los habitantes del estado con más de 25 años de edad tienen un diploma de enseñanza secundaria.
La primera biblioteca pública fue fundada en 1859, en Vinland. Actualmente, hay 321 sistemas de bibliotecas públicas, que mueven anualmente cerca de 9,6 libros por habitante.
La primera institución de enseñanza superior, la Universidad Baker, en Baldwin City, fue fundada en 1858. Actualmente, hay 60 instituciones de educación superior, de los cuales 35 son públicas y 25 son privadas. La Universidad de Kansas, fundada en 1859 en Lawrence, es la mayor institución de educación del estado, y la institución pública de educación superior más antigua de Kansas.

## Transportes

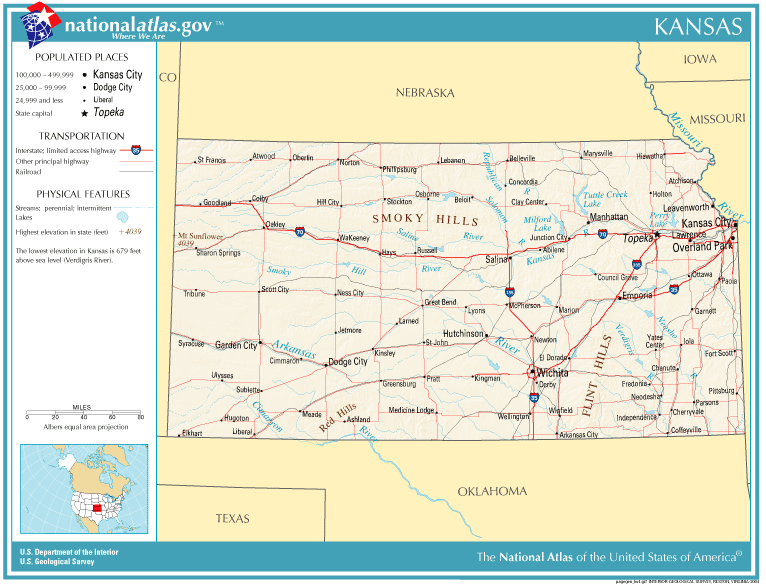
Mapa de la red estatal de carreteras.

En 2002 teneía 8.138 kilómetros de vías férreas. En 2003, poseía 217.281 kilómetros de vías públicas, de los cuales 1.407 kilómetros eran autopistas interestatales, parte del sistema viario federal de Estados Unidos. El kilometraje del sistema de vías públicas es el cuarto mayor de Estados Unidos, superado solo por California, Texas e Illinois. El Aeropuerto Internacional de Wichita es el más transitado del estado.

## Medios de comunicación
El primer periódico, el Shawnee Sun, fue publicado en 1835. Creado por Jotham Meeker (misionero baptista, defensor de los pueblos shawnee, ottawa y delaware), apareció en shawnee y estaba dirigido a los nativos shawnee. El primer periódico en inglés fue el Kansas Weekly Herald, en 1854, en Leavenworth. Actualmente, hay 260 periódicos, de los cuales 43 son diarios.
La primera estación de radio fue fundada en 1922, en Wichita. La primera estación de televisión fue fundada en 1932, en Manhattan. Esta estación de radio, una de las primeras del país, fuera creada con carácter experimental, y la primera estación de televisión comercial del estado fue fundada en 1953, en Hutchinson. Actualmente, tiene 132 estaciones de radio, de las cuales 49 son AM y 83 son FM. Tiene 20 estaciones de televisión.

## Cultura
El grupo de música Kansas(residentes en Topeka los niembros originales) con éxito de crítica y público cuya canción emblemática es «Dust in The Wind»(1977).
La novela A sangre fría de Truman Capote recrea un asesinato ocurrido en 1959. La historia fue llevada al cine en 1967, al igual que la investigación de Capote en 2005.
En la serie de historietas y películas Superman, el protagonista es criado en el pueblo de Smallville. A partir de la película de 1978, el pueblo suele ubicarse en Kansas. La serie de televisión Supernatural también está ambientada en el estado.
Es también el escenario de El maravilloso mago de Oz (1900), un libro de literatura infantil escrito por Lyman Frank Baum.
Escenario de la película Pícnic (1955), en la población de EUA. El amigo del protagonista es un empresario de trigo.
En las películas de género Oeste sale en varias sólo en la ciudad de Dodge City: 
- Dodge City (1939), dirigida por Michael Curtiz.
- Vigilantes de Dodge City (1944), dirigida por Wallance Grisell.
- Duelo de titanes (1956), dirigida por John Sturges.
- The Gunfight at Dodge City (1959), dirigida por Joseph N. Newman.

### Deporte
En Kansas City ha habido numerosos equipos deportivos de grandes ligas, pero con sede del lado de Misuri. Es el caso de los Kansas City Royals de las Grandes Ligas de Béisbol y los Kansas City Chiefs de la National Football League. La única excepción ha sido el Sporting Kansas City de la Major League Soccer, que juega de local en el estado de Kansas desde 2008.
La National Collegiate Athletic Association tuvo su sede en Kansas desde 1973 hasta 1999. Los dos principales equipos universitarios son los Kansas Jayhawks y los Kansas State Wildcats, rivales en la Big 12 Conference. Los Jayhawks ganaron un Orange Bowl de fútbol americano y tres campeonatos nacionales de baloncesto masculino. En tanto, los Wildcats han ganado un Cotton Bowl de fútbol americano y disputó cuatro semifinales de baloncesto masculino.
El Heartland Park Topeka es un autódromo que ha albergado carreras de la National Hot Rod Association; allí se encuentra la sede del Sports Car Club of America. En tanto, en el óvalo de Kansas Speedway han corrido la Copa NASCAR y la IndyCar Series.
En Prairie Dunes se han disputado torneos de golf tales como el Abierto de los Estados Unidos Femenino de 2002 y el Abierto de los Estados Unidos de Veteranos de 2006.

### Símbolos
- Anfibio: Salamandra tigre barrada (Ambystoma mavortium)
- Mamífero: Bisonte (Bison bison)
- Pájaro: Pradero occidental (Sturnella neglecta)
- Flor: Girasol (Helianthus annuus)
- Insecto: Abeja europea (Apis mellifera)
- Reptil: Tortuga caja (Terrapene ornata)
- Árbol: Chopo de Virginia (Populus sect. Aegiros)
- Apodos:
  - Sunflower State
  - Bleeding Kansas (no oficial)
  - Cyclone State (no oficial)
  - Jayhawk State (no oficial)
  - Wheat State (no oficial)
- Lema: Ad astra per aspera (del latín: Hacia las estrellas entre dificultades)
- Música: Home on the Range
- Eslogan: Simply Wonderful (Simplemente maravilloso); anteriormente también Kansas, as big as you think (Kansas, tan grande como piensas)

(Fuente: Netstate. Kansas state symbols and emblems)